# تل يلخي
تل يلخي هو موقع أثري من الشرق الأدنى القديم يقع في محافظة ديالى(العراق). فُحصة كجزء من أعمال الحفر لإنقاذ سد حمرين قبل أن تغمره المياه. ومن بين المواقع الأخرى التي كانت جزءًا من أعمال التنقيب الإنقاذية تلك، مي توران، وتل جوباه، وتل سونغور، وتلول حميديات، وتل روبيدة، وتل مدور، وتل إمليحة، وتل رشيد، وتل سعدية، وتل عبادة.بعض المواقع، بما في ذلك تل يلخي، تظهر بشكل دوري من الماء.أستوطن موقع تل يلخي في أوائل الألفية الثالثة قبل الميلاد وأستمر الاحتلال خلال الفترة الكاشية في أواخر الألفية الثانية قبل الميلاد. لم يُعرف اسمها في العصور القديمة بعد، على الرغم من اقتراح اسم أوال كي (المعروف خلال العصور الأكادية، وأور الثالثة، والبابلية القديمة).

## علم الآثار

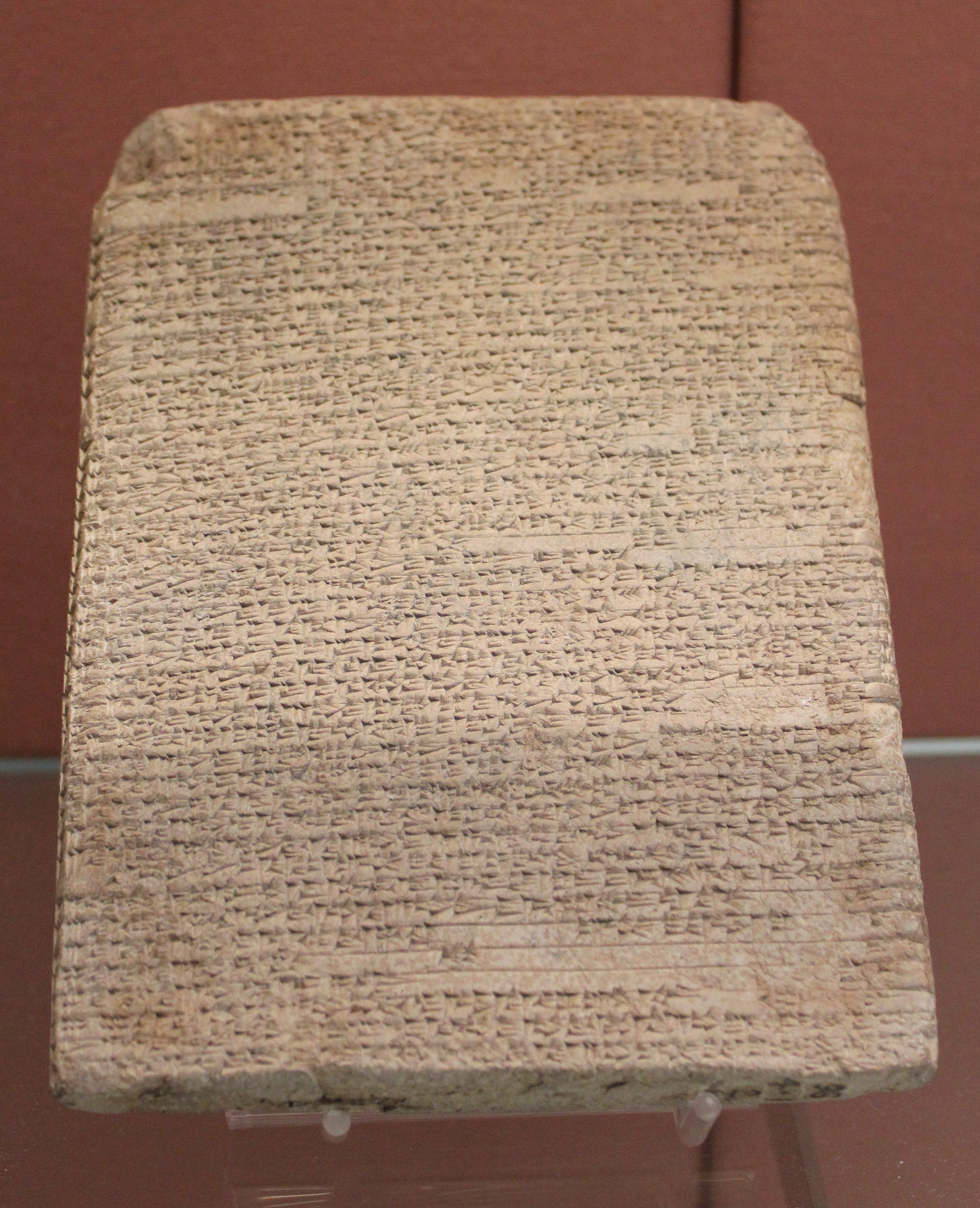
لوح نذير من العصر البابلي القديم

يرتفع التل البيضاوي(220 متراً في 170 متراً)حوالي 12 متراً فوق السهل، وله قمتان، واحدة أقل من الأخرى، ويغطي مساحة تبلغ حوالي 4 هكتارات. تآكلت حواف التل الرئيسي إلى حد ما، مما أدى إلى إزالة بعض بقايا الكاسيت من المستوى الأول، كما تسببت المقابر الحديثة في إتلاف الموقع. نقب تل يلخي على مدى ثلاثة مواسم، من عام 1977 إلى عام 1980، من قِبل فريق من البعثة الأثرية الإيطالية بقيادة أنطونيو إنفيرنيتزي وج. بيرجاميني. أجريت الحفريات في منطقتين أ، في أعلى التل وكشفت عن المستويين الأول والثاني، و ب، وهي خندق طبقي يبلغ طوله 30 مترًا وعرضه 10 أمتار على الجانب الجنوبي الشرقي من التل وكشفت عن المستويات الثالث والرابع والخامس والسادس والسابع والثامن. بالإضافة إلى ذلك، أجريت أربعة مسوحات على التل بمساحة 4 أمتار في 4 أمتار، أدى إلى الكشف عن تربة عذراء من المستويين التاسع والعاشر. وحدد الحفارون عشرة مستويات إحتلال.كجزء من أعمال التنقيب اجري مسح فوتوغرافي.كما أجريت مسوحات طبقية وحفريات طفيفة في بعض المناطق والمواقع المحيطة.
- المستوى التاسع/العاشر - أوائل الأسرات، جزئيًا تحت مستوى المياه الجوفية. عثر على ختم أسطوانة ED في القبر.(أوائل الألفية الثالثة قبل الميلاد)
- المستوى الثامن – الإمبراطورية الأكادية. إشغال سكني مع منطقة صناعية كبيرة في الجزء الغربي.(حوالي 2334 – 2154 قبل الميلاد)
- المستوى السادس/السابع - أور الثالث. تم بناء مجمع معبد ضخم يحتوي على فناء وأبواب مدعمة ويحتوي على مذبح على أساس من الرمل الخالص في المستوى السادس الموجود في الجزء الشرقي. وقد عثر في الجزء الغربي على مبنى كبير مستطيل الشكل به أقواس مبنية على أعمدة من الطوب اللبن. (حوالي 2112 قبل الميلاد – حوالي 2004 قبل الميلاد)
- المستوى الرابع/الخامس - فترة إيسين-لارسا. عثر على قصر كبير مع فناء وحوالي 70 لوحًا مسماريًا تحتوي على نصوص إدارية في المستوى الخامس. وتم حفر غرف الدفن والمقابر. تم التنقيب عن مبنى عام كبير مصمم للتخزين، في الطابق الخامس، ويحتوي على العديد من جرار التخزين التي تحتوي على بقايا الحبوب. وقد تم العثور أيضًا على العديد من الأكواب الأسطوانية في هذه المساحة. تم أخذ عينات الكربون 14. تم تدمير هذا المبنى بالنيران، وتم دمجه مع أدلة أخرى من المستوى مما دفع الحفارين إلى الاعتقاد بأن المدينة تعرضت للنهب. تم العثور في أرضية الغرفة الرئيسية للمبنى على قبر رفيع المستوى لامرأة طويلة القامة مع عدد من الزخارف المعدنية.(أوائل الألفية الثانية قبل الميلاد)[13]
- المستوى الثالث - بابل القديمة وأشنونة. وقد عثر على أربعين لوحًا مسماريًا وقطعًا(نصوص أدبية وإدارية ونصوص تنبؤيه)، مرتبطة بمعبد مستطيل صغير يحتوي على مذبح وطاولة قرابين. الأنشطة الصناعية بشكل رئيسي. مرحلتين IIIa و IIIb. (القرن السابع عشر إلى الثامن عشر قبل الميلاد)
- فترة الهجر
- المستوى الثاني - ميتاني، وسيلاند، وعيلاميت. لا يزال مقطوعًا بشكل كبير بواسطة أسس المستوى الأول. (ج. 1525–1400 قبل الميلاد)[14][15]
- المستوى الأول - الكاسيت. قصر كبير محصن مكون من 12 غرفة، بُني بجدران سميكة و"أساسات عميقة بشكل خاص "يغطي معظم التل الرئيسي. كان قيد الاستخدام من أوائل الفترة الكيشية إلى أواخرها. تم قطعها بواسطة مقبرة إسلامية حديثة التأريخ. (حوالي 1400-1100 قبل الميلاد)[16]

تضمنت الاكتشافات عددًا من الألواح المسمارية.هناك ثمانية ألواح تحتوي على نصوص فأل.يذكر الأرشيف الموجود في نفس الطبقة(المستوى الثالث ب)الحاكم البابلي إيبال بييل الثاني. تحمل الألواح الموجودة في طبقات معاصرة للمستوى الأول في موقع تل إمليهية القريب أسماء الحكام الكيشيين كاداسمان-إنليل، وكودور-إنليل، وساجاراكتي-سورياس، وكاستيلياس الرابع.
أكتشف عدد من التماثيل الفخارية في المستويات من الأول إلى السادس.في بقايا الكاشيين(المستوى الأول)عثر على الشعير والتمر والبقوليات. عثر على فأس ذو فتحة عمود من البرونز في قبر في مستوى إيسين-لارسا.

### تل كيساران
يقع هذا الموقع المنخفض ولكن الكبير(240 مترًا في 110 مترًا في المساحة وحوالي 3 أمتار في الارتفاع)عبر الوادي من تل يلخي، على بعد حوالي 1/5 كيلومتر. في عامي 1979 و1980 قامت البعثة الأثرية الإيطالية بقيادة إي. فالتز بحفر ثلاثة خنادق متجاورة يبلغ طول كل منها 4 أمتار وعرضها 4 أمتار على القمة وتسع حفر اختبار صغيرة(1.5 متر وعرضها 3 أمتار)في نقاط مختلفة. أدى ذلك إلى إنشاء صناعة(إنتاج الفخار بشكل أساسي) و احتلال سكني في فترة الكاشيين. سجل احتلال آشوري متأخر طفيف في شكل شظايا فخارية، ومقابر، وختم أسطواني يعود تاريخه إلى القرن السابع قبل الميلاد.

## تأريخ

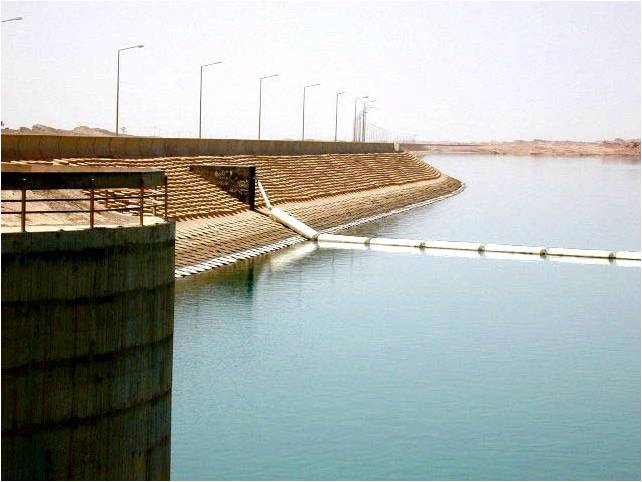
سد هيمرين المنبع

أول استقرار في الموقع في فترة الأسرات المبكرة(ربما فترة جمدة نصر السابقة)مع استمرار الاحتلال السكني أوائل القرن الثالث قبل الميلاد حتى فترة الإمبراطورية الأكادية. وأواخر الألفية الثالثة قبل الميلاد، في عهد إمبراطورية أور الثالثة، بنى معبد كبير ومناطق إدارية/تخزين. وفترة إيسين-لارس، أوائل الألفية الثانية قبل الميلاد، بنى قصر كبير.أستمر تل يلخى بعد ذلك في القيام بدور إداري حتى العصر البابلي القديم مع وجود أدلة على نفوذ ميتاني. بعد فترة من الهجران أعيد توطينها في عهد الكاشيين، في ذلك الوقت تم بناء قصر كبير. وبعد ذلك تخلى عن الموقع بشكل دائم.

## قراءة إضافية
- أرمسترونج، جيمس أ.، وهيرمان جاشي، "الفخار الرافديني. دليل للتقاليد البابلية في الألفية الثانية قبل الميلاد"، MHE II/4. جينت، شيكاغو: جامعة جينت والمعهد الشرقي لجامعة شيكاغو، ص 11-12، 2014
- Bergamini, G., A. Gabutti, E. Valtz, "La ceramica di Tell Yelkhi"، بلاد ما بين النهرين 37–38، ص. 1-340، 2002-2003
- بيرجاميني، "تل يلخي"، في كتاب الأرض بين النهرين: عشرون عامًا من الآثار الإيطالية في الشرق الأوسط: كنوز بلاد ما بين النهرين، تحرير إي. كوارانتيلي، إيطاليا: II Quadronte، ص 41-61، 1985
- فالتز، إي، "ريف ييلخي"، في الأرض بين نهرين. عشرون عامًا من الآثار الإيطالية في الشرق الأوسط، كنوز بلاد ما بين النهرين، تحرير كوارانتيلي، إي.، تورينو: Il Quadrante Edizion، الصفحات من 69 إلى 71، 1985
- بيرجاميني، جيوفاني، "La الأريكة الأساسية لYelkhi au début de la période protodynastique I. In :هووت جيه-إل. (إد.)، ما قبل تاريخ بلاد ما بين النهرين. بلاد ما بين النهرين ما قبل التاريخ والاستكشاف الحديث لجبل حمرين. باريس، 17-19 ديسمبر 1984، باريس: Éditions du CNRS, pp. 489-498, 1987
- Boehmer، RM، “Glyptik aus den italienischen Ausgrabungen im Hamrin-Gebiet”، بلاد ما بين النهرين 20، ص. 5-22، 1985
- سيليرينو، أليساندرا، "La Signora dell'Hamrin. Terrecotte conFigura divina dagli scavi italiani di Tell Yelkhi"، رغبة متلهفة في استكشاف العالم. دراسة في onore di Antonio Invernizzi من أجل il suo tantesimo compleanno، hrsg. ضد كارلو ليبوليس، ستيفانو دي مارتينو (Monografie di Mesopotamia 14)، ص. 45-60، 2011
- ديتر، سي.، "منطقة تل يلخي. أنا بيكولي أوجيتي"، بلاد ما بين النهرين 42، ص. 167–209، 2007
- فيورينا، ب.، "منطقة تل يلخي : le sepolture"، بلاد ما بين النهرين 42، ص. 1-115، 2007
- كيبينسكي، كريستين، "De Yelkhi à Harrâdum. Aux marges des royaumes Mésopotamiens et des territoires nomades"، Μνεμειου. منيميون. سكريتي في ذكرى باولو فيورينا، hrsg. ضد أنطونيو إنفيرنيزي (منيم 9)، 2013
- مالكو، هيلين أو. التحقيق في تأثيرات النخب الحاكمة الأجنبية في مجتمعات الدولة التقليدية: حالة الدولة الكاشية في بابل (العراق). ديس. جامعة ولاية نيويورك في ستوني بروك، 2014
- أوسيليني، فالنتينا، "هل أعرفك؟ نقاط الاتصال بين التقاليد الخزفية الشمالية والوسطى/الجنوبية لبلاد ما بين النهرين في الألفية الثانية قبل الميلاد"، سد الفجوة: التخصصات والأزمنة والمساحات في الحوار، ص 11. 52–72، 2022
- سابوريتي، سي.، "Testi da Tell Yelkhi del perido Isin-Larsa - 1"، بلاد ما بين النهرين، المجلد. 30، ص. 5-39، 1995
- Valtz، E.، "La Campagna di Yelkhi"، في: E. Quarantelli (Hg.)، La terra tra i Due fiumi. Venti anni di Archaeologia italiana في Medio Oriente. بلاد ما بين النهرين دي تيسوري، تورينو، ص. 69-71، 1985
- فياجيو، سلفاتوري، “Note sulla cronologia di Tell Yelkhi”، Egitto e Vicino Oriente 27، ص. 103-108، 2004

## روابط خارجية
- نصوص مسمارية من تل يلكهي في مركز CDLI
- موقع التنقيب في سنترو سكافي تورينو حمرين